# Opportunitätsprinzip
Das Opportunitätsprinzip (auch Entschließungsprinzip) ist die juristische Handlungsfreiheit innerhalb eines gesteckten rechtlichen Rahmens.
Es handelt sich um einen Unterfall der Ermessensentscheidung und gilt grundsätzlich, solange nicht eine gesetzliche Regelung etwas anderes besagt (beispielsweise im Strafrecht, s. u.). Das Opportunitätsprinzip beschreibt das Handeln einer Ordnungsbehörde im Falle einer Gefahr für die öffentliche Sicherheit oder Ordnung. Die Ordnungsbehörde kann, muss aber nicht eingreifen. Hier gilt der Grundsatz der Verhältnismäßigkeit.

## Polizeirecht (Deutschland)
Im Bereich der Eingriffsverwaltung (zum Beispiel Polizei) stellt sich die Frage, ob (Entschließungsermessen) und gegen wen (Auswahlermessen bzw. Störerauswahl) vorgegangen werden soll.
Das Opportunitätsprinzip gilt nicht nur beim Entschließungsermessen, sondern gerade auch beim Auswahlermessen.
Allerdings kann die Entscheidungsfreiheit, ob gehandelt werden soll, zu einer Handlungspflicht verengt sein (sog. Ermessensreduktion auf Null), beispielsweise wenn bedeutende Rechtsgüter gefährdet sind oder wenn das Nichteinschreiten unverhältnismäßig wäre.
Das Opportunitätsprinzip ist in den einschlägigen Landesgesetzen geregelt (zum Beispiel § 3 PolG-BaWü, § 14 Abs. 1 SOG M-V, Art. 5 Abs. 1 PAG (Bayern), vgl. auch § 3 Abs. 1 Musterentwurf eines einheitlichen Polizeigesetzes).

## Bußgeldverfahren (Deutschland)
Im Verfahren nach dem Gesetz über Ordnungswidrigkeiten (Bußgeldverfahren) herrscht das Opportunitätsprinzip (§ 47 OWiG).

## Strafverfahren (Deutschland)
Im Strafrecht gilt grundsätzlich das dem Opportunitätsprinzip entgegengesetzte Legalitätsprinzip. Das nur ausnahmsweise anwendbare Opportunitätsprinzip bietet unter bestimmten Voraussetzungen die Möglichkeit, ein Strafverfahren einzustellen, wenn die Schuld des Täters gering erscheint (§ 153 StPO), die Erfüllung von Auflagen zur Beseitigung des Strafverfolgungsinteresses ausreicht (§ 153a StPO) oder die zu erwartende Strafe neben der Strafe für andere Taten des Tatverdächtigen nicht erheblich ins Gewicht fällt (§ 154, § 154a StPO). Entsprechende Regelungen enthält das Jugendgerichtsgesetz (§ 45, § 47 JGG).
Bei einer Einstellung unter Erteilung von Auflagen gemäß § 153a StPO – das Verfahren wird hier zunächst vorläufig, und wenn die Erfüllung der Auflage nachgewiesen ist, endgültig eingestellt – können grundsätzlich Auflagen unterschiedlicher Art gemacht werden. Vor allem kann der Täter zur Ableistung gemeinnütziger Arbeit oder zur Zahlung eines Geldbetrages beziehungsweise zur Schadenswiedergutmachung verpflichtet werden. Geldauflagen können zu Gunsten der Staatskasse oder einer gemeinnützigen Einrichtung verhängt werden. Bei Zahlungen zur Schadenswiedergutmachung ist zu beachten, dass diese auf den Schadensersatzanspruch des Geschädigten insbesondere eines möglichen Schmerzensgeldanspruchs selbst dann anzurechnen sind, wenn der Strafrichter bei Verhängung der Auflage erklärt hatte, dass eine solche Anrechnung unterbleiben soll.
Die Entscheidung über eine Verfahrenseinstellung kann sowohl im Strafverfahren gegen Erwachsene als auch im Jugendstrafrecht lediglich durch die Staatsanwaltschaft (bzw. bei Steuerdelikten die Buß- und Strafsachenstelle des Finanzamtes oder Hauptzollamtes) sowie – im Falle der Anklageerhebung – durch das zuständige Gericht getroffen werden. Eine Verfahrenseinstellung durch die Polizeibehörden ist dagegen nicht möglich. Diese sind beim Anfangsverdacht einer Straftat zur Aufnahme der Ermittlungen und Weiterleitung der Akte an die Staatsanwaltschaft verpflichtet.
Kritiker bemängeln, dass einige Staatsanwaltschaften heutzutage derart überlastet und unterfinanziert sind, dass zumindest bei „kleineren“ Straftaten häufig überhaupt keine Ermittlungen mehr stattfinden oder aber sich der Aufwand nur darauf beschränkt, Gründe für eine Einstellung des Verfahrens zu finden. Dadurch werde das Opportunitätsprinzip von der Ausnahme zur Regel, das Legalitätsprinzip hingegen zur bloßen Farce und fast vollständig dem Opportunitätsprinzip geopfert – mit fatalen Folgen für den Rechtsfrieden und die Justiz im Allgemeinen.

## Strafrecht (Schweiz)
Das Opportunitätsprinzip greift immer dort, wo den Strafverfolgungsbehörden das Ermessen zusteht, ob sie eine Straftat verfolgen oder nicht. Das Schweizer Strafgesetzbuch (StGB) sieht nämlich vor, dass die zuständige Behörde von einer Strafverfolgung, einer Überweisung an das Gericht oder einer Bestrafung absieht:
- Wenn Schuld und Tatfolgen geringfügig sind (Art. 52 StGB);
- Wenn der Täter den Schaden gedeckt oder alle zumutbaren Anstrengungen unternommen hat, um das von ihm bewirkte Unrecht auszugleichen, die Voraussetzungen für eine bedingte Strafe erfüllt und das Interesse der Öffentlichkeit und des Geschädigten an der Strafverfolgung gering sind (Art. 53 StGB);
- Wenn der Täter durch die unmittelbaren Folgen seiner Tat so schwer betroffen ist, dass eine Strafe unangemessen wäre (Art. 54 StGB).

Verfahrensmässig konkretisiert wird das Opportunitätsprinzip in Art. 8 Strafprozessordnung (StPO), wo festgehalten wird, dass Staatsanwaltschaft und Gerichte in den Fällen von Art. 52 bis 54 StGB von der Strafverfolgung absehen. Sofern keine überwiegenden Interessen von Privatklägern bestehen, können sie auch von einer Strafverfolgung absehen, wenn einer Straftat neben den weiteren Straftaten des Täters keine wesentliche Bedeutung zukommt, wenn die für die Straftat zu erwartende Zusatzstrafe vernachlässigbar gering wäre oder wenn eine im Ausland ausgesprochene Strafe anzurechnen wäre. Weiter kann von einer Strafverfolgung abgesehen werden, wenn die Straftat bereits von einer ausländischen Behörde verfolgt wird. In diesen Fällen erlässt die Staatsanwaltschaft eine Nichtanhandnahmeverfügung (Art. 310 Abs. 1 lit. c StPO).